# Долибец, Фёдор Данилович
Федор Данилович Долибец (1911, село Булдычев, теперь Романовского района Житомирской области — 1987, село Камень? Дзержинского, теперь Романовского района Житомирской области) — украинский советский деятель, новатор сельскохозяйственного производства, председатель колхоза имени Сталина («Украина») Дзержинского (Романовского района Житомирской области. Депутат Верховного Совета УССР 5-7-го созывов. Герой Социалистического Труда (26.02.1958).

## Биография
Родился в крестьянской семье. Работал в собственном хозяйстве.
У 1930—1934 роках — бригадир бригады колхоза села Булдычев Романовского (Дзержинского) района Житомирской области.
В 1934-1941 годах — председатель колхоза «8 Марта» села Паволочки Дзержинского района; председатель колхоза имени Сталина села Химрич Дзержинского района Житомирской области.
С 1941 по 1945 год — в Красной армии, участник Великой Отечественной войны.
Член ВКП(б) с 1942 года.
С 1945 года — председатель колхоза имени Сталина (с 1961 года — «Украина») села Камень Дзержинского (теперь — Романовского района Житомирской области.
С 1970-х годов — на пенсии.

## Награды
- Герой Социалистического Труда (26.02.1958)
- орден Ленина (26.02.1958)
- три ордена Трудового Красного Знамени (29.04.1949, 28.08.1953, 22.03.1966)
- орден «Знак Почета» (8.04.1971)
- медали